# Боровский, Владимир Михайлович
Владимир Михайлович Боровский (18 августа 1909, Санкт-Петербург — 15 марта 1984, Алма-Ата) — советский почвовед. Академик Академии наук Казахской ССР (1983), доктор сельскохозяйственных наук (1956), профессор, заслуженный деятель науки Казахской ССР (1961), лауреат Государственной премии КазССР (1984).

## Биография
Окончил Ленинградский государственный университет (1934).
Научный сотрудник Почвенного института Академии наук СССР, заведующий Джаныбекским солонцовым стационаром (1933—1937).
Арестован 29 апреля 1937 года. Обвинялся по статье 58 пункты 2, 10 и 11 Уголовного кодекса РСФСР. Приговорён Особым совещанием при НКВД СССР 17 декабря 1939 года к ссылке на 5 лет в Казахстан.
Старший инженер-почвовед Облводхоза и преподаватель Кзыл-Ординского педагогического института (1940—1945), директор Кзыл-Ординской научно-исследовательской базы АН КазССР (1945—1954), начальник отдела Казгипроводэлектро (1949—1954), заведующий отделом (1954—1957), заместитель директора (1957—1968), директор Института почвоведения АН КазССР (1968—1984).
Создал в Казахстане научную школу мелиоративного почвоведения, исследовал обширные территории долин рек с целью их освоения и развития ирригации в республике; разработал теоретическое положение об общих закономерностях дельтового почвообразования, водно-солевого режима, генезиса засоленных почв, определил земельные ресурсы Казахстана для мелиоративного освоения, предложил различные методы мелиорации засоленных почв.
Научные исследования посвящены вопросам мелиоративного почвоведения, геоморфологии, геохимии, агрохимии, четвертичной геологии, теории почвенно-геохимических проблем аридных территорий.
Умер 15 марта 1984 года, похоронен на Центральном кладбище Алматы. Реабилитирован 28 апреля 1989 года.

## Семья
- жена — Елизавета Боровская, выросла в образованной семье, свободно владела тремя европейскими языками, была хорошо знакомая с мировой литературой, из-за осуждения мужа была вынуждена работать учительницей географии[6]
  - дочка — Татьяна[вд] — учёная-ботаник

## Награды
Награждён орденами Трудового Красного Знамени, Дружбы народов, медалями, Почётными грамотами Верховного Совета КазССР.

## Память
- На здании Института почвоведения Министерства образования и науки Республики Казахстан в честь В. М. Боровского установлена мемориальная доска.